# میزوکی آندو
میزوکی آندو (ژاپنی: 安藤瑞季؛ زادهٔ ۱۹ ژوئیهٔ ۱۹۹۹) بازیکن فوتبال اهل ژاپن است.
از باشگاه‌هایی که در آن بازی کرده‌است می‌توان به باشگاه فوتبال سرزو اوساکا اشاره کرد.